# Крестоносцы (фильм, 2001)
«Крестоносцы» (итал. Crociati, нем. Die Kreuzritter) — историческая драма режиссёра Доминика Отенена-Жирара.

## Сюжет
1079 год. Время кровавых сражений, от которых 
содрогается земля. Трое друзей Пьетро, Риккардо и Андреа отправляются в Крестовый поход, чтобы освободить Иерусалим от власти сарацин. Обретя навыки в лагере могучего викинга Олафа, они становятся героическими участниками крупнейшей битвы в истории человечества.
Однако судьба подготовила друзьям сложное испытание. Крестоносцам придется выбрать между настоящей дружбой, собственным призванием и верой в Бога. А прийти к согласию и вернуть доверие друг к другу поможет им любовь к одной женщине.